# Idaea impura
Idaea impura là một loài bướm đêm trong họ Geometridae.